# Hèctor eqüestre
Hèctor eqüestre és una escultura d'un personatge muntat a cavall, que segons diu la inscripció en llatí de la mateixa peça, és dedicada al valor d'Hèctor, fill de Príam, heroi de la Ilíada. L'escultura està a la col·lecció del Museu Arqueològic Nacional d'Espanya a Madrid amb el número d'inventari 52173.

## Història
L'escultor italià Antonio Averlino, conegut com El Filarete, va realitzar nombrosos encàrrecs per a personatges importants de la seva època a les ciutats de Roma, Florència i Milà, a on els bronzes petits, a imatge de l'Antiguitat, constituïen una forma de col·lecció entre l'aristocràcia i la jerarquia eclesiàstica. Es creu que en aquesta petita escultura de bronze, realitzada a Milà el 1456, l'autor va recrear un retrat idíl·lic del seu mecenes Francesco Sforza, els emblemes heràldics del qual coincidien amb els que va mostrar Hèctor a la seva lluita contra Hèrcules.

## Descripción

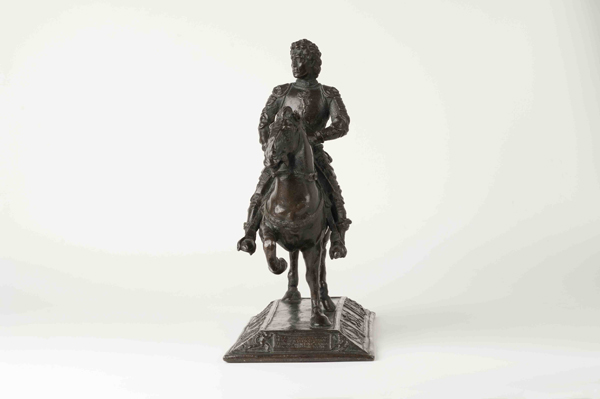
Vista de front.

L'escultura mostra un genet -jove guerrer-, triomfant en el retorn del camp de batalla. Es troba vestit amb armadura pròpia del renaixement, i porta gravat a l'escut un lleó i a la sella de muntar un drac llançant llames. Aquests motius heràldics així com les escenes de la peanya es relacionen amb un poema del segle xii «La cançó d'Hèrculesi Hèctor». A les escenes representades a la peanya de l'escultura es troba Hèrcules llançat del seu cavall per Hèctor en un duel a llances, està decorada amb putti adorns vegetals i bucranis. Existeix una inscripció en llatí proclamant aquesta victòria :
| « | HECTOR-HIC-EST-PRIAMI-TRO-M-FROTISSIMVS-HEROS ET DANAIS TERROR-PRIMVS-QUO CONCIDIT HERCLES-DARDANIAE-LVCEM. A la base hi ha la signatura de l'autor: OPVS ANTONII/1456 | » |